# Château de Tiffauges
Pour les articles homonymes, voir Tiffauges (homonymie).
Le château de Tiffauges est un ancien château fort, de nos jours en ruines, dont les vestiges se dressent sur la commune française de Tiffauges, dans le département de la Vendée, en région Pays de la Loire.
Il est parfois appelé château de Barbe bleue, en référence au surnom de Gilles de Rais, son résident le plus célèbre.
Le château fait l’objet d’un classement au titre des monuments historiques.

## Localisation
L'ouvrage est bâti sur une butte, en rive gauche, au confluent de la Sèvre Nantaise et la Crûme, sur la commune de Tiffauges, dans le département français de la Vendée. Construit face à l'Anjou, cet emplacement lui confère une protection accrue face aux assaillants.

## Historique
C'est Geoffroy de Thouars qui construit le château au XIIe siècle et le village, situé le long de la Crûme, au pied du promontoire, est ainsi protégé par un rempart muni de tours.
Le château est la dot de Catherine de Thouars qui épouse Gilles de Rais en 1420. C'est dans les catacombes de ce lieu que ce dernier aurait perpétré d'atroces meurtres sur près de 200 enfants. Après sa mort, le 26 octobre 1440, sa veuve Catherine de Thouars se remarie avec Jean II de Vendôme, vidame de Chartres. Celui-ci fait élever en 1520 la tour qui porte son nom, la tour du Vidame.
Par la suite, le château devient la possession de Jean III, fils de Catherine et de Jean II. Le fief passe ainsi de mains en mains tout au long de l'histoire.
En 1563, c'est le duc de Thouars qui en hérite. Celui-ci le cède par la suite à Bérande de Ferrière qui le remet à son frère, Jean de Ferrière. Le château est attaqué à maintes reprises et incendié en 1569 pendant les guerres de Religion. Une ordonnance royale, qui ordonne son démantèlement en 1626, ne semble pas avoir eu beaucoup d'effet. Les fortifications sont cependant en ruine lorsqu'en 1702 Esprit Jousseaume de La Bretesche en devient propriétaire. Sa famille le conserve pendant deux siècles et demi.
Le château joue encore un rôle dans la bataille de Torfou, dernière victoire vendéenne, le 19 septembre 1793.
En 1885, des dégagements et des relevés sont effectués par l'architecte Georges-Eugène Balleyguier. Le château est vendu pour le franc symbolique à la mairie en 1955. Des aménagements municipaux sans fouilles font disparaître certaines ruines. Les travaux archéologiques et les restaurations commencent à la fin des années 1980.

## Description
Le château est bâti sur un plateau granitique ovale de 220 m sur 150 m et fut entièrement bordé par une enceinte flanquée de vingt tours. À l'intérieur ne subsiste que les ruines d'un donjon carré à contreforts et celles de la chapelle castrale, tous deux du XIIe siècle.
À l'angle sud de l'enceinte s'élève le donjon roman. Construit avec la porterie dans le premier quart du XIIe siècle, celui-ci mesure initialement 18 mètres de côté pour une hauteur de 24 mètres. Il ne mesure plus que 18 mètres de haut. Il se caractérise par des contreforts aplatis sur ses angles, ce qui permet de l'inscrire dans la tradition des châteaux de Thouars.
L'ensemble de l'enceinte est augmentée de tours à archères entre 1280 et 1340. Le donjon est retranché par une chemise vers 1420-1460. Enfin, entre 1490 et 1530, la construction des boulevards et des tours du Pertuis, Ronde et Vidame donne à la forteresse son extension finale, à l'évolution assez complexe.
Le donjon subit une première destruction pendant la guerre de Cent Ans, puis Richelieu fait araser sa partie supérieure en 1626, le comblant ainsi de plusieurs tonnes de gravats. À la suite de la destruction partielle du donjon au début du XVe siècle, les seigneurs décident de renforcer la défense de ce dernier en construisant une chemise autour de l'édifice, nouvelle muraille doublant la première. Ce mur enserre le donjon sur ses faces nord, est et sud, le front ouest étant protégé par la tour-porte. Pour permettre de franchir l'enceinte, la chemise est flanquée d'une tour carrée à pont-levis à flèches formant une saillie : le châtelet.
Les ruines de la chapelle castrale Saint-Vincent sont à l'est du châtelet. Édifiée au XIIe siècle, cette chapelle seigneuriale se composait d'une nef, aujourd'hui disparue, d'un transept à bras très courts, d'un chœur et d'une abside où se trouve une des rares cryptes romanes subsistant en Vendée.
Au nord de l'enceinte, à l'opposé du donjon, se trouve la tour du Vidame, la plus grosse tour du château. Il s'agit d'une énorme tour d'artillerie édifiée vers 1520 et dont le plan dessine un fer à cheval, comme d'ailleurs la plupart des tours flanquant l'enceinte mais qui sont de taille plus modeste. Cette grosse tour d'artillerie aux murs considérablement épais est typique de la fin du XVe et du tout début du XVIe siècle, juste avant que le plan bastionné soit inventé en Italie. On peut observer de beaux exemples de ces fortes tours en fer à cheval dans l'Ouest de la France, notamment en Bretagne (châteaux de Nantes ou de Fougères). Un chemin de ronde porté sur 37 mâchicoulis coiffe le sommet des murs de la tour du Vidame et un curieux effet d'acoustique permet de communiquer à voix basse d'une extrémité à l'autre de ce chemin de ronde.

### Artéfacts
Une hacquebute du XVIe siècle a été découverte dans les fossés du château.

## AuXXesiècle
Le château est resté longtemps abandonné en ruines. La grande surface intérieure du château a même été utilisée pendant une période comme terrain de football du club local du Réveil sportif teiphalien (RST).
Le château connaît un essor touristique à partir des années 1990. Depuis 2002, il est la propriété du conseil départemental de la Vendée. Il accueille une série de spectacles autour du personnage de Gilles de Rais, une reconstitution d'un laboratoire d'alchimie ainsi qu'un conservatoire de machines de guerre médiévales,.
Le groupe de black metal symphonique Cradle of Filth, sur son album Godspeed on the Devil's Thunder (album hommage à Gilles de Rais), a une partie instrumentale intitulée Tiffauges.

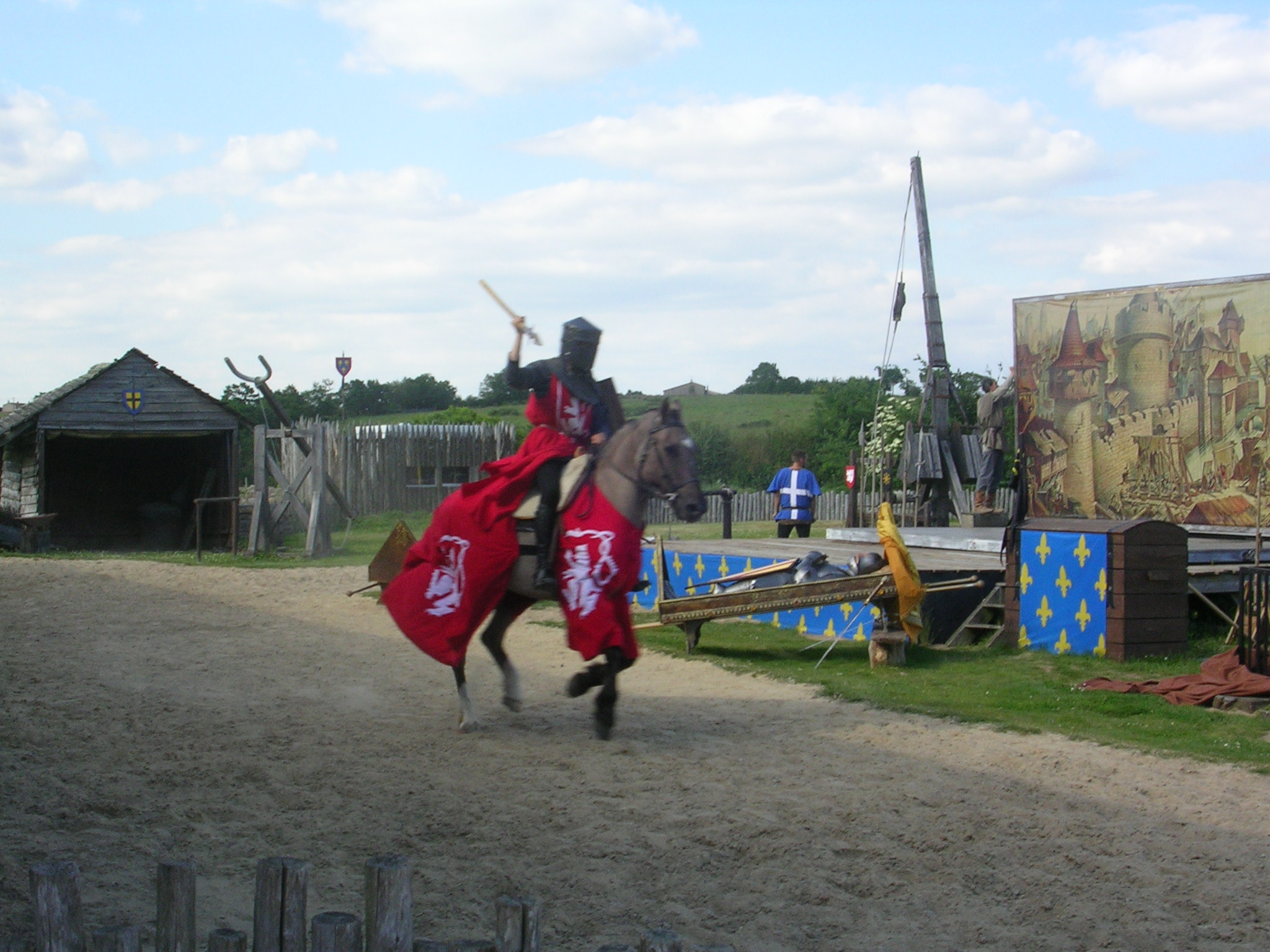
Spectacle médiéval au château de Tiffauges.
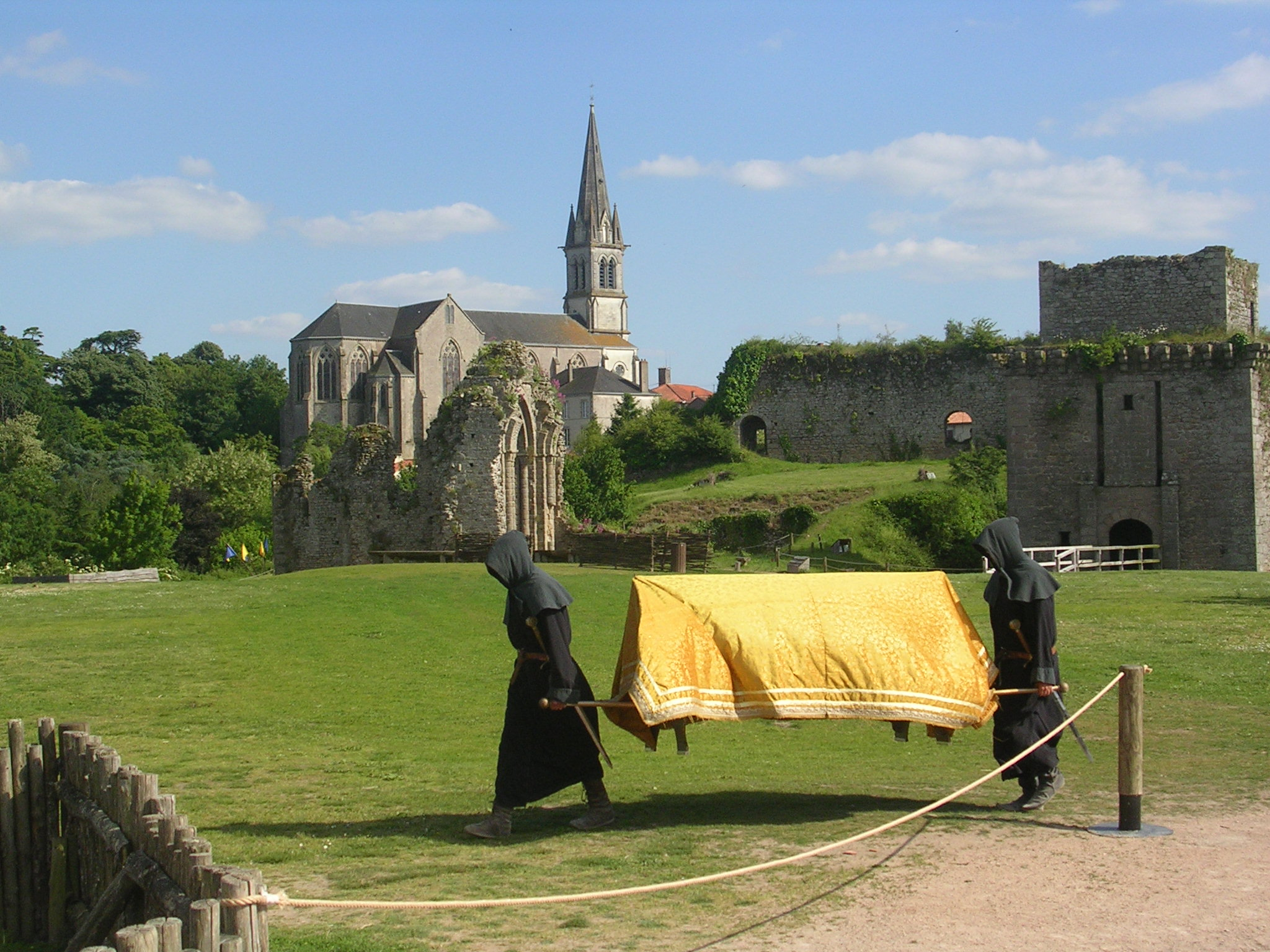
Scène du spectacle médiéval.
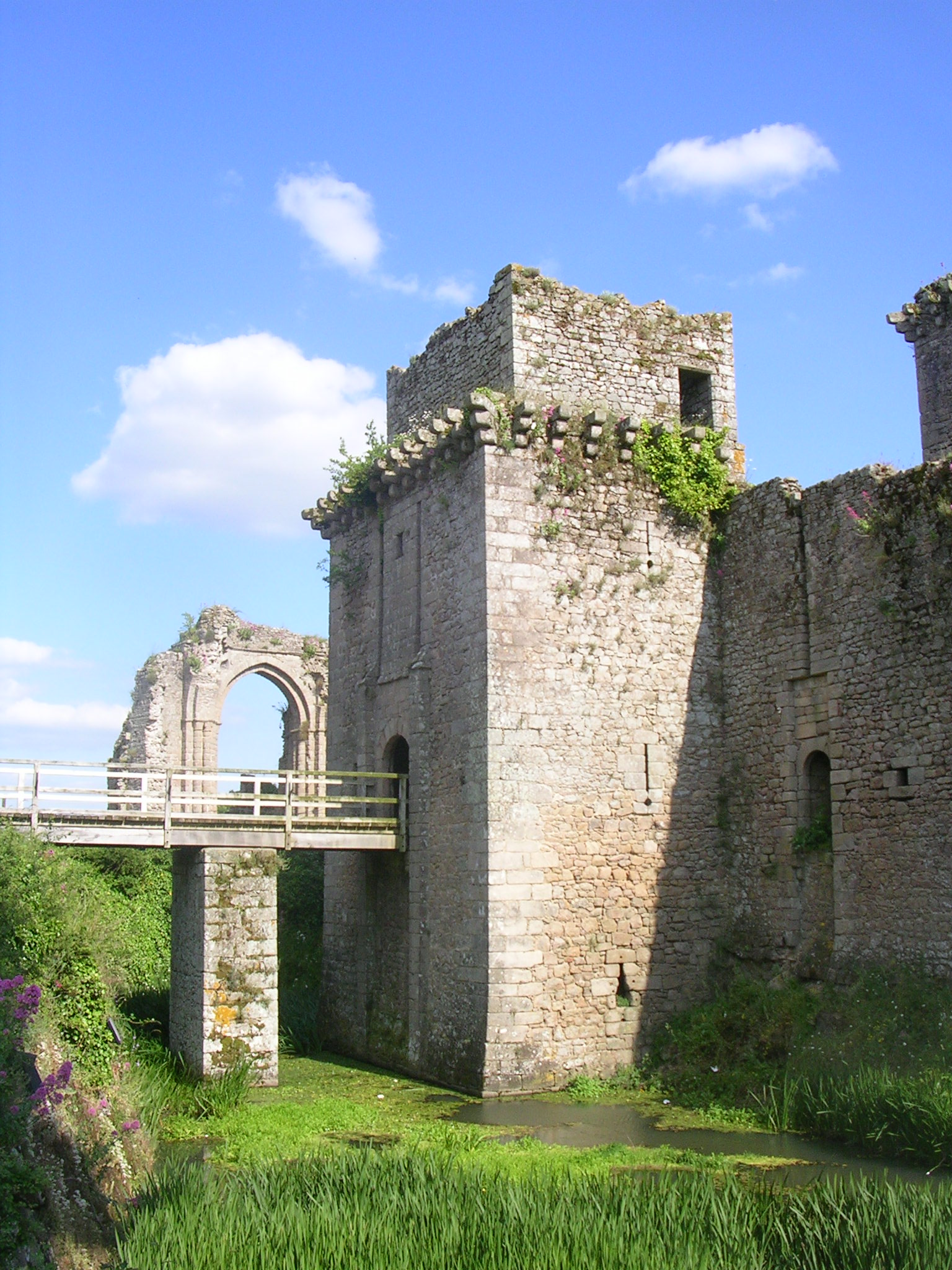
Le châtelet.

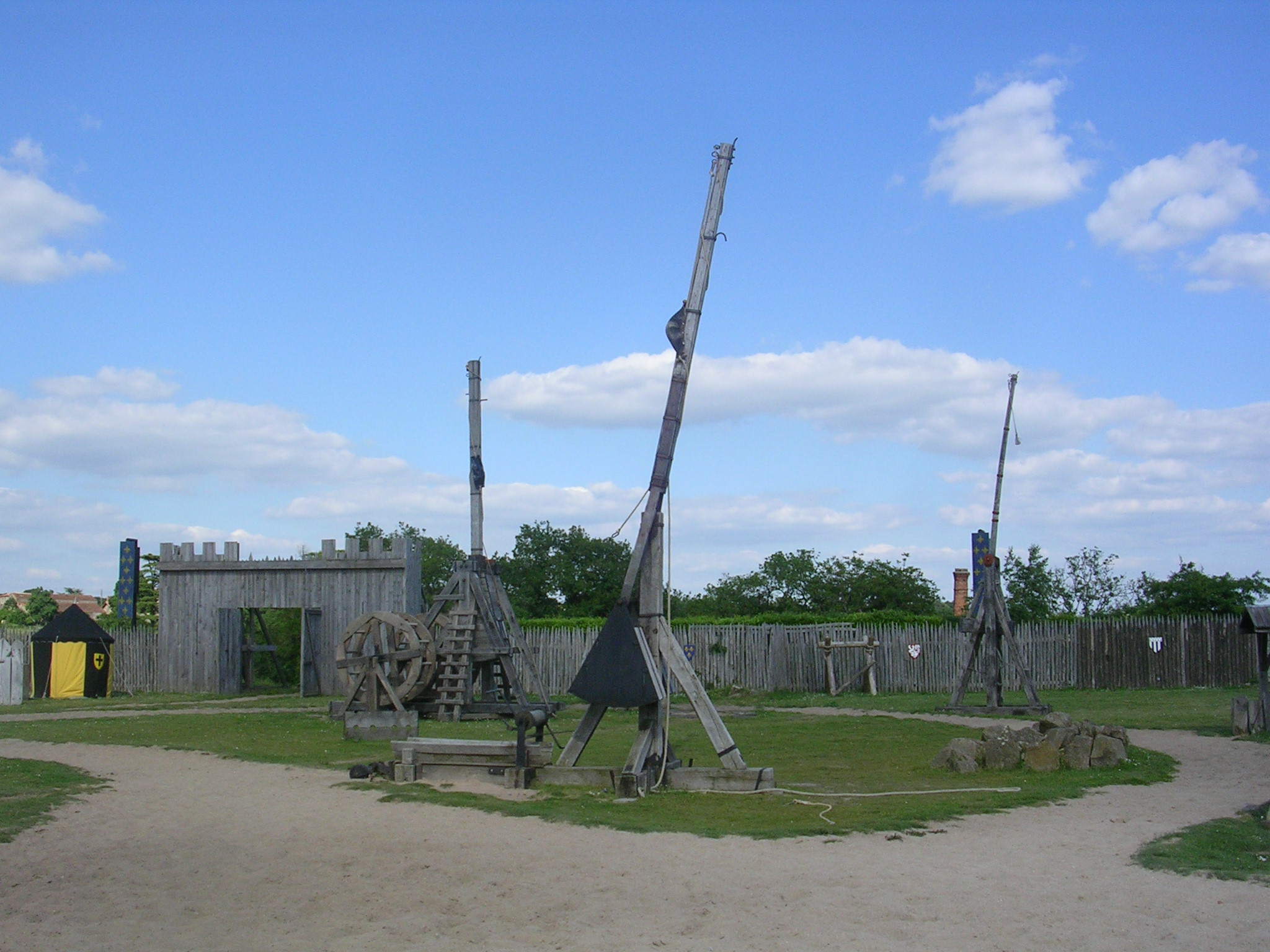
Armes anciennes.
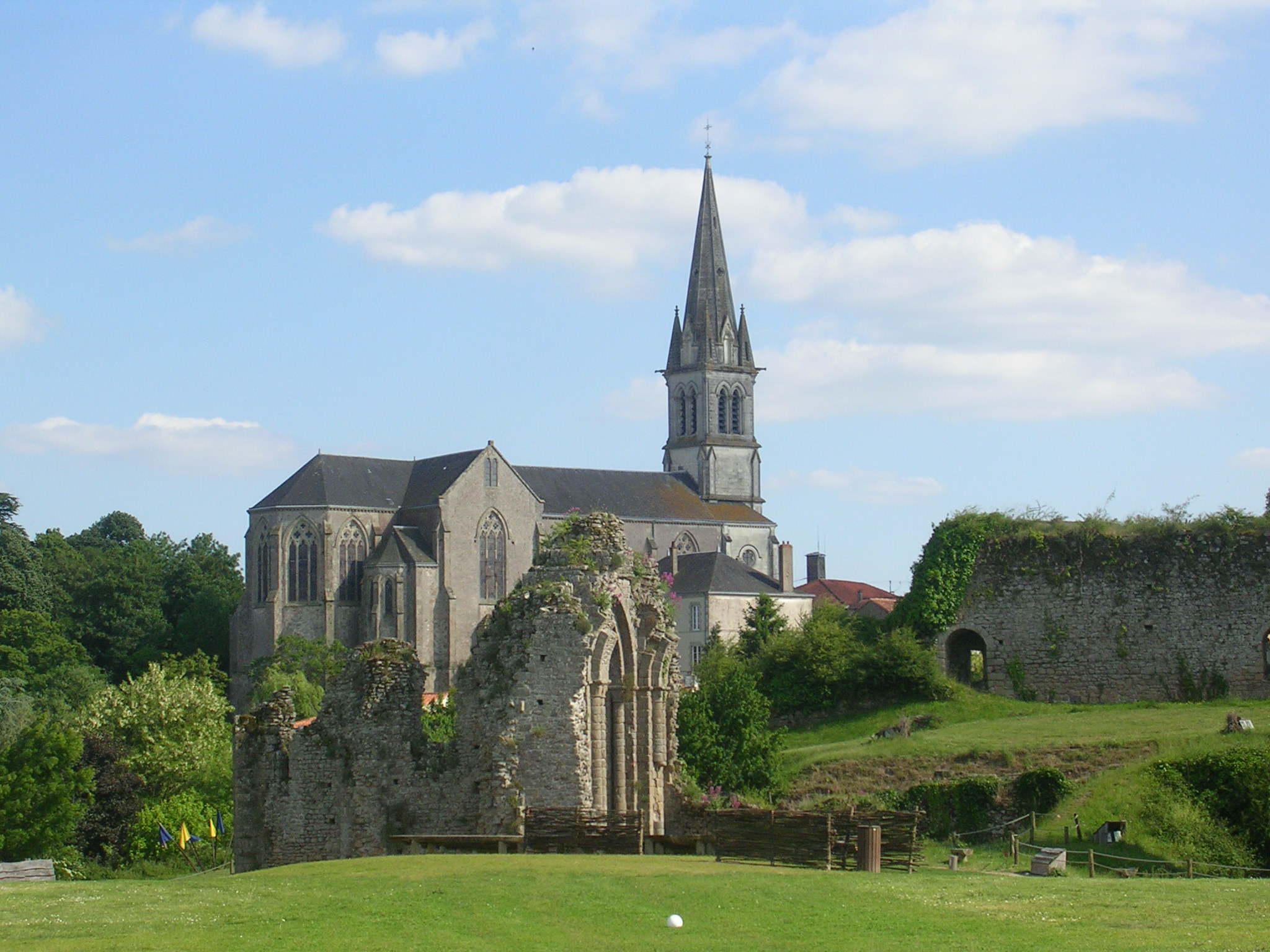
Vestiges de la chapelle castrale Saint-Vincent, et église contemporaine en arrière-plan.
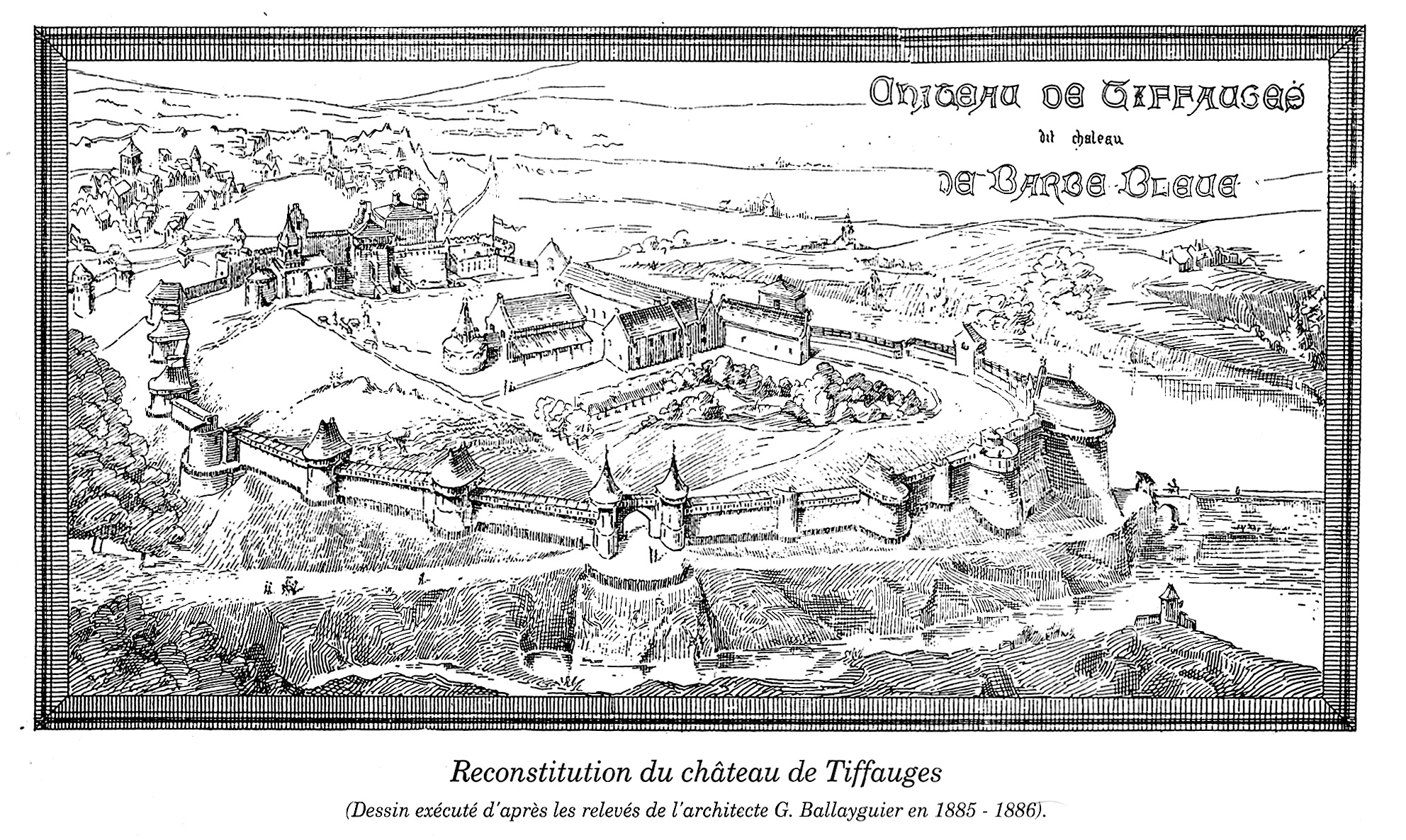
Reconstitution du château de Tiffauges et de son enceinte, par Georges Balleyguier, 1886.

## Protection aux monuments historiques
Sont classés par arrêté du 9 juillet 1957 :
- l'ensemble des vestiges du château avec les vestiges de la chapelle et la crypte.

Sont inscrits par arrêté du 14 septembre 2018 :
- les éléments suivants de la digue du château :
  - la digue aménagée avec sa chaussée sur le cours de la Crûme ;
  - ses aménagements situés en amont et en aval (prises d’eau, déversoir, canaux de dérivation et d’irrigation, bonde, dalles de couvertures) ainsi que les parcelles attenantes.